# Falcileptoneta inabensis
Falcileptoneta inabensis är en spindelart som först beskrevs av Nishikawa 1982.  Falcileptoneta inabensis ingår i släktet Falcileptoneta och familjen Leptonetidae. Inga underarter finns listade i Catalogue of Life.